# Светличный, Василий Ильич
Васи́лий Ильи́ч Светли́чный (23 апреля 1896, Воронеж — 30 сентября 1977, Москва) — советский архитектор и государственный деятель, кандидат технических наук, действительный член АСиА СССР, член Союза архитекторов. Один из организаторов журнала «Архитектура и строительство Москвы».

## Биография
Василий Светличный родился в Воронеже 23 апреля 1896 года в Воронеже в семье рабочего-кожевника и крестьянки. Учился в коммерческом училище в посёлке Уразово Валуйского уезда Воронежской губернии. Позднее обучался на конструкторских курсах по оборудованию сушильных пунктов для РККА. Работал в Харькове и Киеве.
В 1923 году переехал в Москву. В 1931 году окончил Московский строительный техникум. В 1934 году окончил Московский инженерно-строительный институт.
В 1942 году вступил в Союз архитекторов СССР. В 1945 году вступил в КПСС.
С 1923 по 1949 год работал в тресте «Мосжилстрой». Занимал должности от десятника до главного инженера треста. В 1940—1947 годах был главным инженером, а в 1947—1952 годах — начальником Управления жилищного строительства Мосгорисполкома. В 1952—1954 годах — первый заместитель начальника и главный инженер Архитектурно-планировочного управления Мосгорисполкома, в 1954—1955 годах — заместитель начальника Главмосстроя. В 1955—1961 годах — заместитель председателя Государственного комитета СМ СССР по делам строительства.
Являлся одним из идеологов разработки и реализации нового поточно-скоростного метода строительства зданий, заключавшегося в широком применении при строительстве башенных кранов и применении железобетона, что обеспечивало повышение производительности труда при сокращении сроков строительства.
Принимал участие в строительстве дома на Моховой улице (1933—1934, архитектор И. В. Жолтовский) и квартала жилых домов на Большой Калужской улице (1937—1938).
Принимал участие в Великой Отечественной войне. Служил заместителем по технической части командования 1-го полка ПВО города Москвы, принимал участие в ликвидации последствий бомбардировок. Во время Битвы за Москву являлся техническим руководителем строительства оборонительных сооружений в черте города и на Можайском направлении. В 1943—1944 годах под руководством В. И. Светличного осуществлялось строительство 3-й очереди Московского метрополитена (станции «Электрозаводская», «Бауманская», «Измайловская»).
В послевоенные годы занимался восстановлением разрушенных зданий: завода «Серп и Молот», Манежа, учебного корпуса Московского университета, жилых домов по улице Горького. В 1947—1952 годах принимал участие в разработке метода поточно-скоростного строительства жилых домов на Песчаных улицах, где был осуществлен переход к применению крупных сборных железобетонных деталей.
Был одним из организаторов журнала «Архитектура и строительство Москвы», а с 1952 по 1956 год являлся его главным редактором. Секретарь правления Союза архитекторов СССР с 1955 по 1957 год, член правления Союза архитекторов с 1957 по 1977 год. Депутат Московского городского совета четырёх созывов (1937, 1947, 1950, 1955).
Вышел на пенсию в 1960 году по состоянию здоровья, но до конца 1970-х годов продолжал работать в Научно-техническом совете Госстроя СССР, где занимался составлением заключений по вопросам градостроительства.
В 1930-е годы жил на 6-й Звенигородской улице, дом 8; в 1928—1977 годах жил на улице Чкалова, дом 14/16.
Умер в Москве 30 сентября 1977 года. Похоронен на Новодевичьем кладбище (участок 8, ряд 3, могила 15).

## Семья
- Дочь Лариса Васильевна Чеснова (1931—2015)[4] — доктор биологических наук, главный научный сотрудник ИИЕТ РАН.
- Внук Василий Михайлович Чеснов (1961—2024)[4] — кандидат технических наук, ведущий научный сотрудник ИИЕТ РАН.

## Награды и премии
- Сталинская премия третьей степени (1951) — за разработку и осуществление индустриальных методов строительства многоэтажных жилых домов в Москве
- Орден Отечественной войны I степени (07.09.1947) — за успешную работу по осуществлению генерального плана реконструкции города Москвы[5]
- орден Трудового Красного Знамени (1956)
- орден Красной Звезды (02.06.1944)[6]
- орден «Знак Почёта» (13.07.1940) — за успешную работу по осуществлению Генерального плана реконструкции Москвы[7]
- медали

## Основные труды
- Проектирование, производство и организация строительных работ за границей. М., 1937
- Поточно-скоростной метод массового жилищного строительства. М., Л., 1941 (в соавторстве)
- Аварийно-восстановительные работы. М., 1942 (в соавторстве)
- Башенные краны и опытный строительный кран «С-200» // Городское хозяйство Москвы. 1948. № 3
- Опыт поточно-скоростного строительства в районе Песчаной улицы // Городское хозяйство Москвы. 1949. № 2
- Опыт строительства за рубежом: В Соединенных Штатах Америки; по материалам отчетов делегаций советских специалистов-строителей М., 1959
- О жилищном строительстве в СССР. М., 1960